# Lac Tòrt de Rius
El Lac Tòrt de Rius es un llac glacial situat al centre del Circ de Tòrt
, al terme municipal de Naut Aran, a la Vall d'Aran. La seva superfície és de 39,6 hectàrees, i està situat a una altitud de 2.348 metres. Està inclòs a la zona perifèrica del Parc Nacional d'Aigüestortes i Estany de Sant Maurici.
Excepte pel nord, està envoltat de muntanyes; les més significatives per l'est de l'estany s'erigeix el Tossau de Mar (2.739 metres), al sud el Tuc dera Canau de Rius (2.813 metres) i a l'oest pel Tuc de Conangles (2.784 metres). Al nord limita amb el Lac de Rius, del qual és tributari.
Els refugis més propers son el refugi de la Restanca i el refugi de Conangles.
L'aigua de l'estany Tòrt de Rius és derivada mitjançant una canonada soterrada cap el Lac de Mar, el qual desaigua naturalment a l'estany Restanca. Aquesta obra fou realitzada per la Sociedad Productora de Fuerzas Motrices per abastir el Salt d'Arties de la central d'Arties.